# Dolmen von Ellidshøj
Der Dolmen von Ellidshøj (dänisch auch Ellehøj oder Ellenhøj genannt) liegt zwischen Einfamilienhäusern in der zu Aalborg gehörenden Gemeinde Ellidshøj in Himmerland im nördlichen Jütland, 15 km südlich von Aalborg in Dänemark. Das Großsteingrab stammt aus der Jungsteinzeit (etwa 3500–2800 v. Chr.) und ist eine Megalithanlage der Trichterbecherkultur (TBK). Neolithische Monumente sind Ausdruck der Kultur und Ideologie neolithischer Gesellschaften. Ihre Entstehung und Funktion gelten als Kennzeichen der sozialen Entwicklung.

## Beschreibung
Es ist ein großer Nordost-Südwest-orientierter Polygonaldolmen mit einer 3,2 m langen, aus acht Tragsteinen und einem Deckstein gebildeten achteckigen Kammer. Der Deckstein ragt oben und vorne aus dem seiner Einfassung beraubten Rundhügel heraus. Er ist 3,45 m lang, 2,2 m breit und 1,3 m hoch. Alle Steine des Ganges fehlen. Der Zugang zum Dolmen ist 0,6 m breit. Die Anlage wurde 1941 restauriert.

Ellehøjen
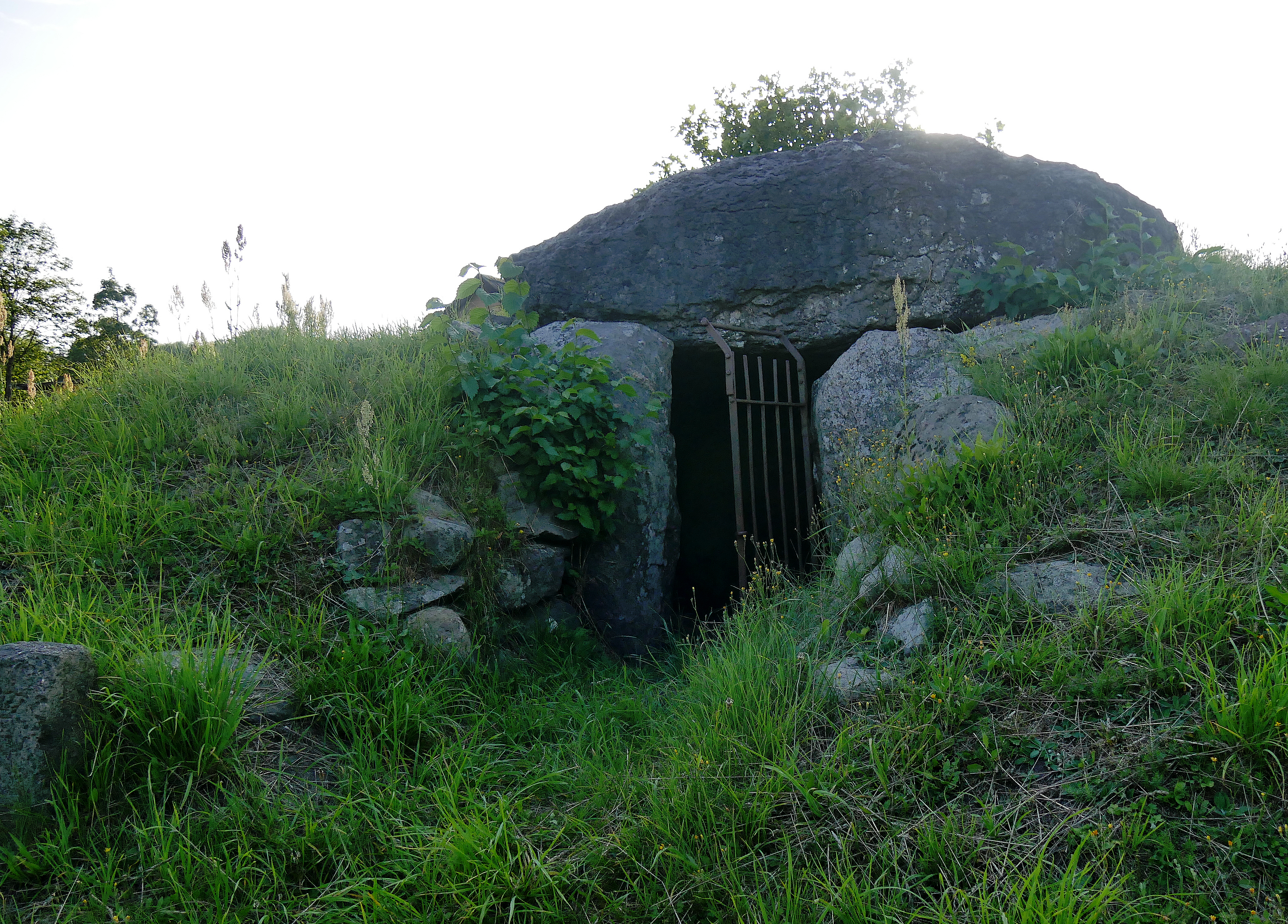
Zugang
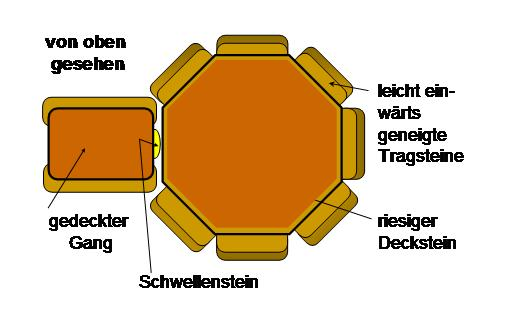
Schema Polygonaldolmen von oben gesehen
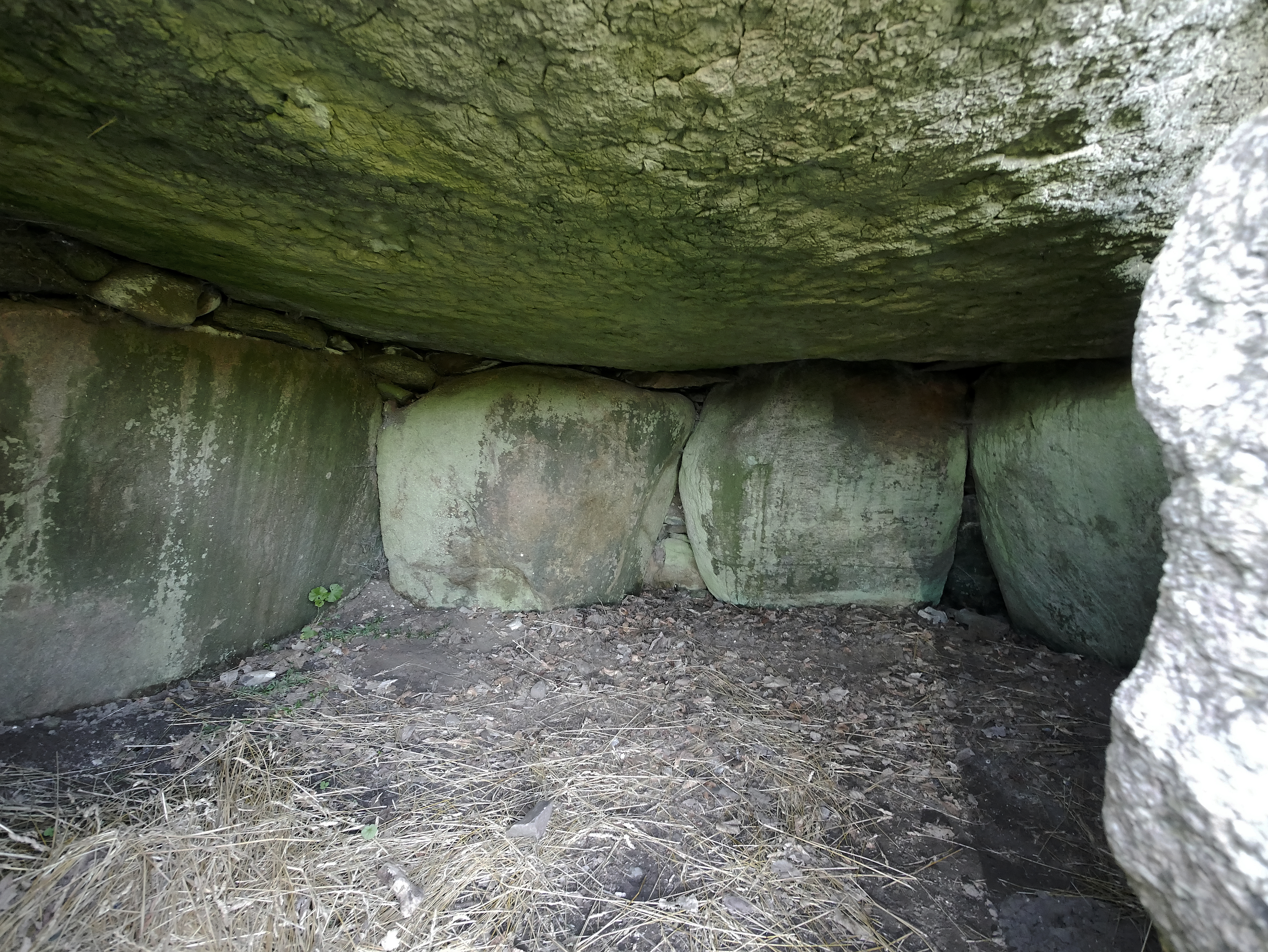
Nordwand

Der Dolmen Stenstuen liegt östlich des Dolmen von Ellidshøj.